# Ropomocz

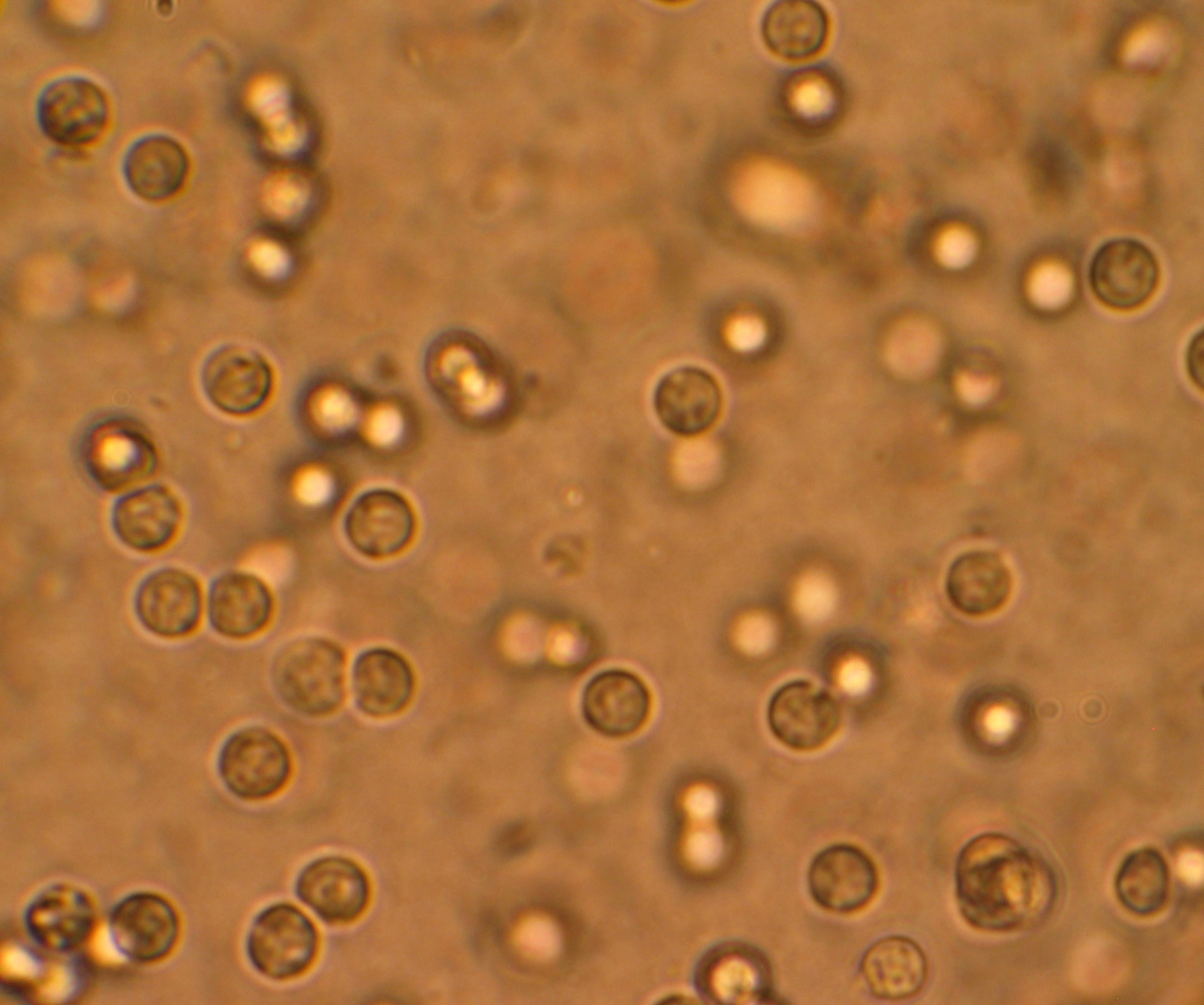
Leukocyty w próbce moczu widoczne pod mikroskopem

Ropomocz (łac. pyuria) – obecność leukocytów (leukocyturia) oraz drobnoustrojów (wirusów, bakterii, grzybów lub pasożytów) w moczu, jeśli ich obecność powoduje zmętnienie lub inną zmianę barwy czy zapachu. Jest to zwykle związane z występowaniem znacznych ilości powyższych składników w moczu.
Stan ten spowodowany jest najczęściej przez zakażenie układu moczowego.
W niektórych sytuacjach, u chorych z ropomoczem nie udaje się wyhodować bakterii w badaniu bakteriologicznym  na standardowych pożywkach. Stan taki nazywany jest ropomoczem jałowym i jego występowanie sugeruje istnienie zakażenia układu moczowego w przebiegu:
- gruźlicy[1]
- śródmiąższowego zapalenia nerek
- zakażenia:
  - bakteriami beztlenowymi
  - grzybami
  - wirusami
  - rzęsistkiem pochwowym